# Dharam Gokhool
Dharambeer Gokhool (Plaine des Roches, 25 de octubre de 1949) es un político mauriciano que es el actual presidente de Mauricio, en el cargo desde diciembre de 2024. Es miembro del Partido Laborista y anteriormente se ha desempeñado como ministro de Educación y ministro de Industria, Ciencia e Investigación.

## Biografía
Gokhool nació el 25 de octubre de 1949 en el pueblo de Plaine des Roches, Mauricio. Pertenece a la casta hindú de Ravived o Chamar en Mauricio. Asistió a la Escuela de Gobierno de Roches Noires, donde fue considerado un estudiante excepcional, y luego a la Escuela de Gobierno de Mapou. En 1975, fue a estudiar a la Universidad de Delhi en la India. Después de sus estudios allí, regresó a Mauricio y se convirtió en miembro del personal de la Universidad de Mauricio, ocupando varios puestos, incluyendo profesor, profesor asociado y decano de la facultad.
Gokhool comenzó su carrera política en 1976. En 1980, se unió al partido Movimiento Militante de Mauricio (MMM). En 1982, ganó las elecciones a la Asamblea Nacional como parte de la alianza MMM/Partido Socialista de Mauricio (PSM) que obtuvo una victoria aplastante ese año. Después de la separación del MMM y el PSM, Gokhool se quedó con el MMM y se postuló para la reelección en 1983, pero perdió su candidatura al escaño de Piton-Rivière-du-Rempart. En 1991, regresó al parlamento ganando un escaño bajo la alianza MMM/Movimiento Socialista Militante (MSM). Sin embargo, durante su mandato desertó al Partido Laborista.
Gokhool también se desempeñó como alcalde de la ciudad de Vacoas-Phoenix de 1991 a 1993. Fue secretario privado parlamentario de 1993 a 1994 y después de unirse al Partido Laborista, se desempeñó como secretario administrativo del partido en 2003, luego fue secretario general de 2004 a 2005. Durante la administración de Navin Ramgoolam, Gokhool se desempeñó como ministro de Educación de 2005 a 2008. Después de eso, fue designado ministro de Industria, Ciencia e Investigación y ocupó ese cargo de 2008 a 2010. Después de las elecciones de 2014, fue candidato a vicepresidente, aunque no fue elegido para el puesto.
En 2024, Gokhool fue candidato a presidente de Mauricio y fue elegido por unanimidad por los miembros de la Asamblea Nacional.